# Anemone anemonoides
Anemone anemonoides är en ranunkelväxtart. Anemone anemonoides ingår i släktet sippor, och familjen ranunkelväxter.

## Underarter
Arten delas in i följande underarter:
- A. a. anemonoides
- A. a. tenuis